# Bertram Hönicke
Bertram Hönicke (* 27. Dezember 1942 in Hirschberg im Riesengebirge) ist ein deutscher Forstingenieur und Politiker (CDU).

## Ausbildung und Beruf
Nach dem Besuch der Oberschule in Ziesar absolvierte Hönicke eine Lehre als Forstfacharbeiter. An der Forstfachschule in Raben Steinfeld wurde er von 1963 bis 1966 zum Forstingenieur ausgebildet. Von 1966 bis 1990 war er Revierförster im Staatlichen Forstwirtschaftsbetrieb Rathenow, Oberförsterei Wusterwitz. Er ist verheiratet und hat drei Kinder.

## Politik
Hönicke gehörte seit 1968 der CDU der DDR an. Zwischen 1980 und 1989 gehörte er der Gemeindevertretung von Viesen und dem Kreistag Brandenburg-Land an und war er stellvertretender Bürgermeister in Viesen.
Im März 1990 wurde er im Wahlkreis Potsdam für die CDU in die Volkskammer gewählt. Im Oktober 1990 gehörte er zu den 144 Abgeordneten, die von der Volkskammer in den Bundestag entsandt wurden. Dem Bundestag gehörte er bis Dezember 1990 an.